# عزلة الذارى (ريمة)

تعديل مصدري - تعديل

عزلة الذارى هي إحدى عزل مديرية الجبين في محافظة ريمة اليمنية ويبلغ تعداد سكانها 1084 نسمة حسب التعداد السكاني في اليمن لعام 2004.